# 北罗镇
北罗镇，是中华人民共和国河北省保定市唐县下辖的一个乡镇级行政单位。

## 行政区划
北罗镇下辖以下地区：
朱北罗村、南雹水村、西城子村、西下素村、赵北罗村、牛骆北罗村、北罗村、北罗辛庄村、北上素村、南上素村、南岗北村、东下素村、西上素村、温家庄村、东胜庄村、田堡庄村、白家庄村、南罗屯村和钓鱼台村。